# Usnea himantodes
Usnea himantodes är en lavart som beskrevs av Stirt. Usnea himantodes ingår i släktet Usnea och familjen Parmeliaceae.   Inga underarter finns listade i Catalogue of Life.